# エフエム新津
株式会社エフエム新津（エフエムにいつ）は、新潟県新潟市秋葉区にある第三セクターのコミュニティFM放送局。愛称RADIO CHAT（ラジオチャット）。全国で9番目、新潟県では最初のコミュニティFM放送局かつ平成新局1局目として当時の新津市などが出資し1994年7月15日に開局した。地域情報・防災情報に力を入れている。またボランティアスタッフによる制作番組が多いのも特徴である。2024年10月31日までは、自社制作以外の時間帯は衛星デジタルラジオ局、ミュージックバードからの配信番組を放送していたが、同年11月1日よりJ-WAVEからの配信番組を放送している。日本コミュニティ放送協会（JCBA）加盟。

## 放送局概要
- 出資者：新潟市・新津地域振興（株）・セコム上信越（株）・新潟かがやき農業協同組合・日佑電子（株）・新津商工会議所・新津商店街協同組合連合会・（株）第四北越銀行・新津建設業協同組合・新津管工事業協同組合・（株）カワマツ・(株）石井商店など全30社
- 資本金：6,800万円（平成9年度増資／開局当初4,500万円）

## アナウンサー
- 櫻井ひかり
- 桐生淳子

## 元アナウンサー
- 五十嵐圭、遠藤洋次郎、大澤若奈、河村由美、栗原美季、斎藤良子、杉山綾佳、長島邦英、長妻真衣、野口智美、橋浦多美、東村里恵子、船尾佳代、堀池真緒、堀川菜穂子、本田尚子、源川淳子、沼屋朋子、斉藤有美、山本真澄

## 主なパーソナリティ
- 松本愛、石川千春、磯村康子、大月千晴、緒形奈美、落合みつを、木下明、小林楓、澤井裕紀、椎谷照美、真保和実、土屋正也、なおみあき、中島純、梨本美和、七瀬夕、野口智美、藤田伸吾、森下英矢、若月忠信ほか

## 主な元パーソナリティ
- 池葉宏、内野節子、景勝、SACHI、高井唯行、千葉暢彦、DJ MOTO（清野幹）、中静祐介、西輪キング、藤井奈央、水野歩、ヤン、内藤朋子、吉田貴幸ほか

## 災害報道
- 2005年12月22日に発生した新潟大停電においては、自家発電装置で電力を維持し、放送エリア内のほぼ全世帯が復旧するまで災害放送を続けた。この災害放送は、エリア内住民へ適切な情報と安心感を与えたとして新聞紙上で取り上げられた。[要出典]
- 2004年中越地震、2007年中越沖地震、1998年8･4水害、1995年新潟県北部地震、2004年新潟・福島豪雨においても被災状況、復旧状況を放送し続けた。
- 2010年7月23日に秋葉区小須戸で発生した火災では現場から生中継を放送し、迅速な対応を行った。[要出典]
- 2011年には3月11日の東日本大震災や7月の平成23年7月新潟・福島豪雨の際に数日に渡り24時間体制で災害放送をし続けた。
- 火災発生時には秋葉区周辺に限るが随時、発生時間や地域を放送している。これは勤務時間によっては放送がなされない他局と違い、24時間体制を貫いている。[要出典]
- 秋葉区、南区、阿賀野市に緊急告知FMラジオを配布し、災害時に情報を提供できるようにしている。試験放送は毎月第3日曜日に行う。

## 特色
- 主要放送エリアである旧新津市は古くから鉄道のまちとして知られていたことにちなんで（局の入る建物も旧国鉄新潟鉄道学園の校舎を転用したもの）、毎時流される時報には蒸気機関車の汽笛を収録した音声が使われている。
- コミスタ(コミュニティスタジオ) からマスタースタジオの様子を見学できる。
- 夕方のリクエスト番組内での道路交通情報コーナーではユニークなトークを行う。
- 地元の花屋、CDショップ、菓子店などへの電話インタビューコーナーが多い。
- 地元商店街のイベントやお祭りでは通常の番組内で会場からの中継を行うほか、特設臨時スタジオを設けて公開録音を行い、後日特番として放送することもある。

## 現在放送中の主要な放送番組
※時間はすべてJST。
- モーニング・ブリーズ（月曜日 - 金曜日 7:30 - 9:00）
- クリック!秋葉区（月曜日 - 金曜日 10:00 - 11:00）
- なじらねラジオ（月曜日 - 金曜日 11:00 - 12:00）
- CHAT'n'ROLL（月曜日 - 金曜日 17:00 - 19:00）
- ありがとうございます（月曜日 12:00 - 12:30）
- スポネタチェック（月曜日 19:00 - 20:00）
- アンビバ・ミュージック・マーケット（火曜日 20:00 -　21:00）
- あきはくはつものがたり（第2水曜日 12:00 - 12:30）
- わかつき文学館 （水曜日 13:00 - 14:00）
- まちの作り手編集部（木曜日 13:00～13:15）
- BlackListのとりあえずノークレームノーリターン（木曜日 19:00 - 19:30）
- チャットプレシャスタイム（木曜日 20:00 - 21:00）
- なおみあきの流れ星キラリ（金曜日 13:00 - 13:30）
- とっぱづか金曜日（金曜日 19:00 - 20:00）
- 子育て応援しますチャットランド （土曜日 10:30 - 11:00）
- ミッチーDISH（土曜日 11:00 - 11:30）
- おしゃべりブランチ （土曜日 11:30 - 12:00）
- あなたに出逢えたこの町で（土曜日 12:30～13:00）
- 新潟の社長ラジオ「自分流」（日曜日 10:00 - 10:30）
- スペースファンタジー（日曜日 10:30 - 11:00）
- 松本愛の「やっぱり夜が好き」（第2火曜日 19:00 - 21:00）

### 過去に放送した番組
- コミュニティ・スクエア 月曜 - 金曜 10:00 - 12:00（1994.7 - 1996.3）
- デイライト･ウェーブ  月曜 - 金曜 12:00 - 14:00（1994･7 - 1996.3）
- コミュニティ･パラダイス 月曜 - 金曜 15:00 - 16:00（1994.7 - 1996.3）
- トワイライト･スタジオ 月曜 - 木曜 17:00 - 19:00 （1994.7 - 1996.3）金曜日は - 18:00
- ウィークエンド･アヴェニューⅠ  土曜 10:00 - 12:00 (1994.7 - 1996.3）
- ウィークエンド･アヴェニューⅡ  土曜 14:00 - 16:00 (1994.7 - 1996.3）
- ホリデー･プラザⅠ  日曜 10:00 - 12:00（1994.7 - 1996.3）
- ホリデー･プラザⅡ  日曜 14:00 - 16:00（1994.7 - 1996.3）
- R:dreamer　木曜日 12:20 - 12:50
- ひねもすクラシック　第1水曜日 12:20～12:50（2019.1 - 2019.12）
- 開けてみて、心のとびら 金曜日 24:00～24:30（2018.8 - 2020.3）
- とぱ金ナイト -だっけ言ったろが-
- CHAT JUNGLE 5900
- CHAT 井戸端タイム761
- CHAT Com Com CITY
- CHATスポーツパブ～マンスポ～
- ラジヲ暗愚王
- 懐かしの叙情歌
- ハニー・ハニー・ベイブ
- ミュープラザ
- しろうとめ
- 民謡を貴方と
- 週末ロックソルジャー
- RADIO CHAT HIP HOP ON WAX
- Niigata Red Impulse
- ニシワキングダム
- Dr.横坂のくらくらクラシック
- つながレボリューション
- Cinema☆Dreamland
- Morning Jazzland
- 越ひかり演歌のあぜ道
- にいがたニモ
- 週刊ガイア通信
- 柳都川柳ヒストリア
- CHATラジオ法話
- おしもん堂
- ロール・オーバー・レディオ